# Seif Haridi
Seif Ahmed Haridi, född 1 januari 1953 i Egypten, är professor i datorsystem vid KTH.
Efter ingenjörsexamen i elektronik och kommunikationssystem vid Cairo University 1974 kom Seif Haridi till Sverige för att doktorera. Han disputerade vid KTH 1981 inom datorsystem. Därefter arbetade han på IBM i USA och kom tillbaka till Sverige 1986 som forskningsledare på det  nybildade forskningsinstitutet SICS. 1993 blev han forskningschef på SICS och 1999 professor vid KTH Skolan för informations- och kommunikationsteknik.
Seif Haridi och Peter Van Roy har skrivit boken Concepts, Techniques, and Models of Computer Programming - Textbook and Reference Work som utgavs av MIT Press 2004. Boken har rönt stor uppmärksamhet världen över.
I början av 2009 utsåg Ny Teknik och Affärsvärlden de 33 hetaste företagen ”med förutsättning att förändra spelreglerna i sin bransch”. Haridis företag Peerialism var ett av dessa företag.
Haridi har mottagit Xerox, Chester Carlsons forskningspris i informationsvetenskap 1991, av Kungliga Ingenjörsvetenskapsakademien för arbete med logikprogrammering och för teoretisk och praktisk utveckling av datorsystem med parallella processorer samt IEEE Scalability Prize för Scalaris, scalable transactional key-value store (tillsammans med ZIB-gruppen), 2010.
Haridi har också varit med i det egyptiska landslaget i bordtennis.